# Каховка (Амурская область)
Кахо́вка — село в Ромненском районе Амурской области России. Административный центр Каховского сельсовета.

## География
Село находится на расстоянии 10 км к северо-западу от села Ромны, административного центра района.
На восток от села Каховка идёт дорога к селу Серединное, а на северо-запад, на левый берег реки Томь — к селу Новое Белогорского района, от него к сёлам Новый Быт и Новолиствянка.

## Население
| 2002 | 2010 | 2012 | 2013 | 2014 | 2015 | 2016 |
| ---- | ---- | ---- | ---- | ---- | ---- | ---- |
| 356  | ↘332 | ↘326 | →326 | ↘321 | ↘319 | ↗325 |
| 2017 | 2018 |      |      |      |      |      |
| ↘317 | ↘313 |      |      |      |      |      |

## Улицы
- ул. 70 лет Октября,
- ул. Горького,
- ул. Лазо,
- ул. Шахтёрская.